# Etnisk mångfald
Etnisk mångfald är en mångfald av etniciteter i till exempel ett land eller en organisation. Mångfald i Sverige kopplas ofta till invandring, men det finns även etniska minoriteter som har en lång historia i landet.
Jämfört med statistik över invandring eller födelseland är det svårare att redovisa hur det ligger till med etnisk mångfald. Etnisk tillhörighet har i lagens mening många faktorer och en och samma person kan ha flera etniska tillhörigheter. Etnisk tillhörighet som diskrimineringsgrund betyder att man "tillhör en grupp av personer som har samma nationella eller etniska ursprung, hudfärg eller annat liknande förhållande". Liknande förhållanden täcker in hudfärg och invandrarstatus. Nationell statistik över etnicitet finns inte i Sverige idag (2021) men har föreslagits för att kunna upptäcka utsatthet för strukturell diskriminering. Det är inte lagligt att registrera sådana uppgifter i Sverige eftersom de ses som känsliga enligt personuppgiftslagen.
Det finns många andra länder där etnicitet, ras och nationalitet är med bland frågorna i folkräkningar, ofta i kombination. Ett exempel på detta är Storbritannien, där etniska grupper som rekommenderas för folkräkningar är indelade i vita, asiater, svarta, blandade och övriga, med underkategorier som "pakistanier" och "arab". Utifrån sådana undersökningar kan man sedan presentera statistik för etnisk mångfald. I USA har ras varit en del av folkräkningarna ända sedan den första gjordes 1790, men alternativet latinamerikanskt ursprung har tillkommit senare och ses som en etnisk tillhörighet.
Propositionen Sverige, framtiden och mångfalden 1997 var ett tecken på en övergång från att rikta politiska åtgärder mot invandrare specifikt till att fokusera på mångfald och integration där lika rättigheter ska gälla för alla oavsett kulturell och etnisk bakgrund. Inte långt senare skärptes även lagstiftningen om diskriminering så att arbetsgivare behöver arbeta förebyggande, inte bara rapportera när diskriminering redan har skett.